# Joscelin Lowden
Joscelin Kate Lowden (Brighton, 3 oktober 1987) is een Britse voormalig wielrenster. Ze reed van 2019 tot en met 2021 voor de Britse wielerploeg Drops-Le Col. Sinds 2022 rijdt ze voor de Noorse ploeg Uno-X.

## Carrière
Tijdens de wereldkampioenschappen wielrennen van 2019 behaalde Lowden met de Britse ploeg een derde plaats op de gemengde ploegenestafette. In juli 2021 won ze de laatste etappe en het berg- en eindklassement van de Tsjechische rittenkoers Tour de Feminin - O cenu Českého Švýcarska.
In februari 2021 verbrak ze in een training het werelduurrecord met 150 meter. Op 30 september 2021 verbrak ze op de wielerbaan in Grenchen het record van Vittoria Bussi met bijna 400 meter; Lowden reed in een uur 48,405 kilometer. Een dag later deed haar verloofde Daniel Bigham ook een poging op dezelfde wielerbaan: hij verbrak wel het Brits uurrecord van Bradley Wiggins (met bijna 200 meter), maar niet het werelduurrecord van Victor Campenaerts. Opvallend aan Lowdens record was dat ze een week eerder vijfde werd tijdens het WK tijdrijden in Brugge en vijf dagen voor het record ging ze van start in de wegwedstrijd tussen Antwerpen en Leuven. Vier dagen na het record ging ze van start in The Women's Tour, waarin ze tweede werd in de tijdrit in de derde etappe, ruim een minuut achter Demi Vollering. Een week later won ze zilver op het Brits kampioenschap tijdrijden, bijna een minuut achter Anna Henderson.

## Palmares

### Wegwielrennen
2019
 Wereldkampioenschap, gemengde ploegenestafette
2021
Eindklassement Tour de Feminin - O cenu Českého Švýcarska
Bergklassement Tour de Feminin
4e etappe Tour de Feminin
 Brits kampioenschap tijdrijden, elite
 Brits kampioenschap op de weg, elite
2022
 Brits kampioen tijdrijden, Elite

### Resultaten in voornaamste wedstrijden
|      | \| Jaar \| Amstel Gold Race \| Luik-Bast.‑Luik \| Brabantse Pijl \| \| WK op de weg \| \| ---- \| ---------------- \| --------------- \| -------------- \| \| ------------ \| \| 2021 \| \| 32e \| 5e \| \| opgave \| \| 2022 \| 104e \| 44e \| opgave \| \| \| |                 |                |  |              |
| Jaar | Amstel Gold Race | Luik-Bast.‑Luik | Brabantse Pijl |  | WK op de weg |
| 2021 | | 32e             | 5e             |  | opgave       |
| 2022 | 104e | 44e             | opgave         |  |              |

## Ploegen
- 2018 –  Storey Racing
- 2019 –  Drops (vanaf 13-5)
- 2020 –  Drops-Le Col
- 2021 –  Drops-Le Col
- 2022 –  Uno-X Pro Cycling Team
- 2023 –  Uno-X Pro Cycling Team
- 2024 ―  Uno-X Mobility

Anderson · E. Barker · M. Barker · Christian · Dickinson · Holden · Lloyd · Lowden · Parkinson · Payton · Redmond · Shaw
Bennett · Christian · Van 't Geloof · Martins · Meakin · Moberg · Lowden · Olsen · Penton · Smekal · Tacey
Bennett · Christian · Christmas · Van der Duin · Van 't Geloof · Martins · Meakin · Moberg · Lowden · Olsen · Penton · Smekal · Tacey · Towers
Ahtosalo · Andersen  · Barker  · Barnes  · Koerner  · Leth  · Lowden  · Ludwig  · Lutro  · Olausson  · Bjørndal Ottestad · Ysland
Ahtosalo · Andersen · Barker · Barnes · Confalonieri · Dideriksen · Berg Edseth · Koerner · Koster · Leth · Lowden · Ludwig · Lutro · Olausson · Bjørndal Ottestad · Ysland
Aalerud · Ahtosalo · Andersen · Anderson · Barker · Beekhuis · Berg Edseth · Boilard · Confalonieri · Dideriksen · Koerner · Koster · Leth · Lowden · Olausson · Bjørndal Ottestad · Ysland